# Prêmio Nemmers de Economia
O Prêmio Erwin Plein Nemmers de Economia é concedido bianualmente pela Universidade Northwestern. Foi dotado juntamente com o Prêmio Frederic Esser Nemmers de Matemática. Ambos fazem parte de um donativo de 14 milhões de dólares dos irmão Nemmers, que visaram criar um prêmio com o prestígio de um Nobel. Oito dos laureados (Diamond, Sargent, Aumann, McFadden, Prescott, Hansen, Tirole e Milgrom) receberam depois um Nobel de Economia.
Cada um dos prêmios de 2010 foi dotado com 175 mil dólares, sendo portanto o Prêmio Nemmers de Economia atualmente o de maior valor financeiro nos Estados Unidos destinado à economia. O agraciado é convidado para um período de residência de 10 semanas na Universidade Northwestern.

## Laureados
- 1994: Peter Diamond
- 1996: Thomas Sargent
- 1998: Robert Aumann
- 2000: Daniel McFadden
- 2002: Edward Prescott
- 2004: Ariel Rubinstein
- 2006: Lars Peter Hansen
- 2008: Paul Milgrom
- 2010: Elhanan Helpman
- 2012: Daron Acemoğlu
- 2014: Jean Tirole
- 2016: Richard Blundell